# Ⰵ
Cette page contient des caractères spéciaux ou non latins. S’ils s’affichent mal (▯, ?, etc.), consultez la page d’aide Unicode.
Est' (Есть en cyrillique ; capitale Ⰵ, minuscule ⰵ) est la 6e lettre de l'alphabet glagolitique.

## Linguistique
La lettre sert à noter le phonème /ɛ/.

## Historique
La lettre pourrait provenir de la lettre He (ה) de l'alphabet hébreu ou de la lettre sampi (ϡ) de l'ancien alphabet grec.

## Représentation informatique
- Unicode :
  - Capitale Ⰵ : U+2C05
  - Minuscule ⰵ : U+2C35